# Cabov
Cabov je obec na Slovensku v okrese Vranov nad Topľou v Prešovském kraji na úpatí Slanských vrchů. Žije zde 383 obyvatel.

## Poloha
Obec leží v severozápadní části Východoslovenské nížiny v podcelku Východoslovenská pahorkatina, na východním svahu Slanských vrchů, v údolí Cabovského potoka v povodí řeky Topľa. Svahy Slánských vrchů jsou strmé a porostlé dubovým lesem. Nadmořská výška území obce se pohybuje v rozmezí 175–500 m, střed obce je ve výšce 217 m n. m.
Obec sousedí na západě, severozápadě a severu s obcí Davidov, na severovýchodě s obcí Sačurov, na východě ca jihovýchodě s obcí Sečovská Poliana, na jihu s obcí Kravany a na jihozápadě s obci Bánské.

## Historie
První písemná zmínka o obci je z roku 1410, kde je uvedena jako Chabolch. V historii obce se uvádí první písemná zmínka z roku 1405 v zápisu o sporu o majetek mezi Štefanem Báthorym a rodinou Medgyesyovou v Cabove. Další historické názvy obce jsou Czobacz z roku 1458, Czabocz z roku 1459, Czabowecz z roku 1773 a Cabow z roku 1808. Od roku 1928 nese název Cabov, maďarsky název je Cabóc nebo Csabócz.
V roce 1663 postihla obec morová rána.

## Obyvatelstvo
V roce 1670 bylo v obci 16 domácností, včetně dvou mlýnů a dvou kožešníků. V roce 1715 zde bylo 18 domácností, v roce 1787 žilo v 45 domech 285 obyvatel, v roce 1828 žilo v 54 domech 394 obyvatel. Hlavní obživou bylo povoznictví, dřevorubectví a pastevectví.
Podle sčítání lidu z roku 2011 žilo v Cabově 410 obyvatel, z toho 401 Slováků a jeden Ukrajinec. Osm obyvatel neuvedlo svou etnickou příslušnost.
248 obyvatel se hlásilo k řeckokatolické církvi, 143 obyvatel k římskokatolické církvi a po dvou obyvatelích k evangelické metodistické, pravoslavné a reformované církvi. Sedm obyvatel bylo bez vyznání a vyznání šesti obyvatel nebylo zjištěno.

## Znak
Blason: v červeném štítu ze zeleného trávníku vyrůstá stříbrný stříbrolistý habr.
Znak obce byl udělen v roce 1998. Na znaku je přírodní motiv, vyjadřující lesní bohatství obce. Je proveden podle pečeti z 18. století.

## Památky

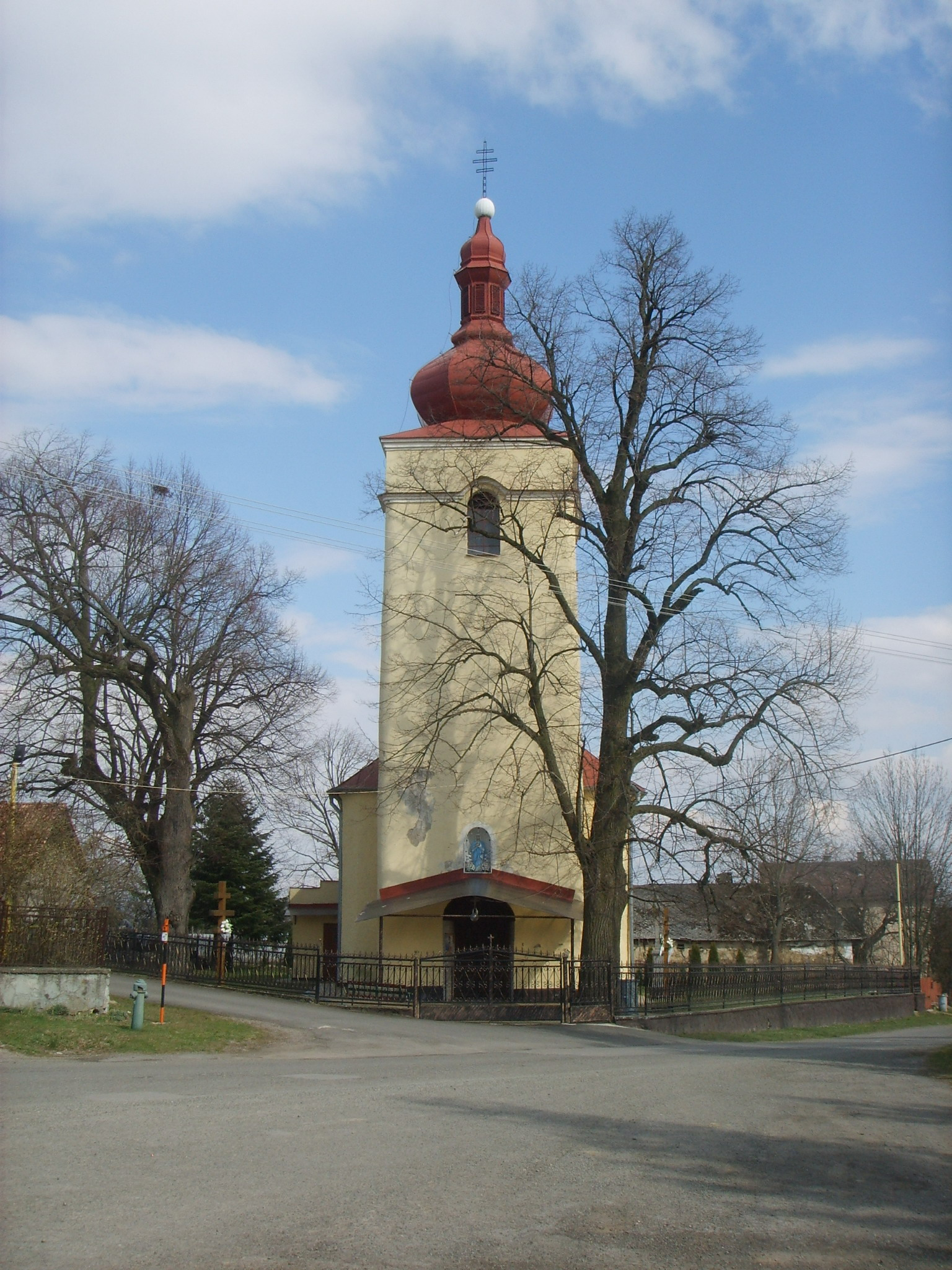
Kostel v Cabově

V obci je řeckokatolický chrám Narození přesvaté Bohorodičky z roku 1780. Jednolodní kostel s představěnou věží byl postaven v barokně klasicistním slohu.